# آتيا
دانيز آتيا يلماز (بالتركية: Deniz Atiye Yılmaz)‏ واسمها الفني آتيا دانيز (مواليد 22 نوفمبر 1988 في بريمن)، هي مغنية بوب وكاتبة غنائية تركية بدأت مسيرتها الفنية عام 2007. نشرت العديد من أعمالها في اللغتين التركية والإنجليزية، واشتهرت بعد تقديمها أغنية «لا أعتقد ذلك». وفي الألبوم الثاني والذي كان اسمه «آتيا» سنة 2009 حققت أغنيتين في الألبوم نجاحاً كبيراً في تركيا وهما "Muamma" و"Salla"‏.

## حياتها
ولدت آتيا لأم هولندية وأب تركي في ألمانيا. بدأت موهبة آتيا الغنائية في سن السابعة مما جعل عائلتها تعطيها اهتمام خاص بتعليمها العزف على البيانو والرقص. أنهت آتيا تعليمها الجامعي في ألمانيا ثم قررت الانتقال إلى تركيا، وأقامت في مدينة إزمير، وحققت شهرة واسعة في تركيا، وقدمت العديد من العروض في مسارح تركيا ودار الأوبرا.

## الألبومات
- Gözyaşlarım دموعي (2007)
- Atiye آتيا (2009)
- Budur هذا هو (2011)
- Bring Me Back عد لي مرة أخرى (2012)
- Bring Me Back هناك سرقة (2013)

## وصلات خارجية
- آتيا على موقع IMDb (الإنجليزية)
- آتيا على موقع ميوزك برينز (الإنجليزية)
- آتيا على موقع ديسكوغز (الإنجليزية)
- الموقع الرسمي